# Sfrattato cerca casa equo canone
Sfrattato cerca casa equo canone è un film italiano del 1983 diretto da Pier Francesco Pingitore.

## Trama
Marino Stroppaghetti è un capofamiglia in cassa integrazione, fortemente indebitato con i negozianti del quartiere. Per racimolare qualche soldo si arrangia facendo piccoli lavori di sartoria a casa. Disperato per avere ricevuto lo sfratto, Marino va al Comune di Roma, dove scopre che ci sono altre 80.000 domande prima della sua. Viene quindi fermato da un signore, che gli dice di conoscere una persona che può aiutarlo: il dottor Pellecchia, direttore dell'Istituto Case Popolari.
Marino riesce ad avere un colloquio con Pellecchia, che gli spiega che può assegnargli un appartamento nel giro di quindici giorni in cambio di una mazzetta di tre milioni di lire. La prima rata viene pagata con i risparmi del conto in banca di Marino e della moglie, mentre per la parte rimanente (un milione e mezzo) le cose si complicano e la coppia non riesce a pagare. Quando la famiglia sembra ormai rassegnata, il figlio minore Massimiliano fa 13 al Totocalcio, ma vale solo due milioni. Non potendo aspettare i tre mesi del pagamento, Marino vende la sua schedina a un conoscente per un milione e mezzo, che consegna quindi al dottor Pellecchia che a sua volta gli affida un appartamento nelle case popolari del quartiere Corviale.
La famiglia Stroppaghetti si trasferisce nel nuovo angusto appartamento, ma poche ore dopo il loro ingresso arrivano altre due famiglie e Marino scopre che anche loro hanno lo stesso suo foglio di assegnazione, e in breve tempo capiscono che sono stati vittime di una truffa. Cacciati dall'appartamento, cercano prima di occupare abusivamente una casa, poi tentano di sistemarsi senza successo in una chiesa. Dormono in un autobus; però, ormai, la fame e la stanchezza cominciano a farsi sentire. Alla fine si riducono in una tenda sul litorale romano, ma vengono scacciati anche da lì.
Marino rimpiange il condominio coi ragazzi in moto nel cortile, l'ascensore rotto, i cinque piani di scale da fare a piedi. Vi vorrebbe tornare, rompendo i sigilli. Alla famiglia Stroppaghetti non resta così altro che tornare in macchina: quando finisce il carburante, finiscono per caso davanti alla casa del custode di un cimitero, che li accoglie al suo interno. Dopo essere rimasto invischiato con un reato di droga con un becchino falso sordo-muto, Marino viene rinchiuso nell'affollatissimo carcere di "Regina Coeli".
Scarcerato, si ritrova con la famiglia riunita e con l'ormai ex custode del camposanto, a sua volta sfrattato, decidendo di portarlo con loro.

## Accoglienza

### Critica
«Il film è un susseguirsi di situazioni grottesche; i personaggi sembrano agire senza un filo logico, si lasciano travolgere dai fatti che peggiorano man mano e non sanno far altro che prendersela l'uno contro l'altro...» (Segnalazioni Cinematografiche). «Spunti di satira qualunquista (come sempre accade quando c'è di mezzo il gruppo del Bagaglino) non sollevano un prodotto poco ispirato e che tenta vanamente di far ridere» (P. Mereghetti - Dizionario dei film).